# Henri Lacombe (homme politique)
Pour les articles homonymes, voir Henri Lacombe et Lacombe.
Henri Lacombe, né le 14 mai 1904 dans le 1er arrondissement de Lyon (Rhône) et mort le 6 juillet 1972 à Saint-Genis-Laval (Rhône), est un homme politique français.

## Détail des fonctions et des mandats
Henri Lacombe devient député du Rhône du 17 juin 1951 au 1er décembre 1955. 
Henri Lacombe se présente de nouveau devant les électeurs pour des élections législatives, en novembre 1958, dans la septième circonscription du Rhône. Arrivé troisième lors du premier tour, il se désiste pour le candidat gaulliste Philippe Danilo.
Henri Lacombe est élu maire de Dardilly, en 1953.